# Rete tranviaria di Tver'
La rete tranviaria di Tver’ è la rete tranviaria che serve la città russa di Tver'.